# Conception (Bahamy)
Conception – niezamieszkana wyspa w archipelagu Bahamów, o powierzchni ok. 8,5 km² i rozciągłości południkowej ok. 6 km oraz równoleżnikowej ok. 4 km.
Obszar wyspy i jej najbliższego otoczenia należy do Parku Narodowego Wyspy Concepcion (Conception Island National Park).
Niektórzy badacze uważają, że Conception jest tą wyspą, na której 12 października 1492 wylądował Krzysztof Kolumb i która nosiła tubylczą nazwę Guanahani.